# Рожок Степан
Степа́н Рожо́к (англ. Stefan Rozhok; 22 липня 1917, Рожнятів — 23 жовтня 2011, Філадельфія) — український  живописець, мистецтвознавець та педагог  ; член Німецького об'єднання професійних мистців у Мюнхені, Національної асоціації професійних мистців у Вашингтоні та Об'єднання митців-українців в Америці.

## Життєпис
Народився 22 липня 1917 року в селі Рожнятові (нині селище Калуського району Івано-Франківської області, Україна). Під час Другої світової війни був на примусовій праці. Після закінчення війни навчався у Сергія Литвиненка в Українській образотворчій студії вищого типу в таборі переміщених осіб у Карлсфельді та Берхтесгадені; протягом 1948—1949 років — у Мюнхенській академії мистецтв.
З 1950 року — в Сполучених Штатах Америки, де протягом 1951—1957 років продовжив здобувати мистецьку освіту в Пенсільванській академії образотворчих мистецтв. Водночас протягом 1952—1983 років викладав малярство в Українській мистецькій студії у Філадельфії. Був членом редакційної колегії журналу «Нотатки з мистецтва».
Помер у Філадельфії 23 жовтня 2011 року.

## Творчість
Працював у галузі станкового живопису. Олією, аквареллю та пастеллю писав портрети, пейзажі, натюрморти, фігуративні композиції. Твори позначені рисами постімпресіонізму, експресіонізму інколи стилізовані й абстрактні. Серед робіт:
- «Божа Мати»;
- «Літо»;
- «Мадонна»;
- «Жінки на полі»;
- «Портрет моєї дружини»;
- «Рожі»;
- «На лаві»;
- «Відпочинок»;
- «Ріка»;
- «Гори»;
- «Летючі форми»;
- «Рішення»;
- «Подяка»;
- «Відкриті двері»;
- «Гори Вацман»;
- «Квіти»;
- «Перехід»;
- «Городові квіти»;
- «Береза»;
- «Сліпець»;
- «Осінній краєвид»;
- «Поконо гори»;
- «Білий Кущ»;
- «Бездомні»;
- «На березі»;
- «Вересень»;
- «Міст»;
- «Будяки»;
- «На ріці»;
- «Самітність»;
- «Океан»;
- «Плакучі верби»;
- «Дерева й тінь»;
- «Композиція кольору»;
- «Бузок»;
- «Квіти в городі»;
- «Кладка»;
- «Село»;
- «Жінки працюють»;
- «Осінь»;
- «Берхтесгаден»;
- «Весна»;
- «Композиція форм»;
- «Горщик»;
- «Під деревом»;
- «Струмок»;
- «Краєвид»;
- «Город».

Виставлявся в Європі, Канаді, США; брав участь у річних виставках Об'єднання митців-українців в Америці у Нью-Йорку.
Автор статей на мистецькі теми, зокрема:
- «Що виявляє нам живопис» / «Нотатки з мистецтва» за червень 1973[4];
- філософсько-мистецьких роздумів на релігійні теми «Правда—Мистецтво—Філософія» (2002)[1].